# Doghouse
Doghouse (2009) é um filme britânico dirigido por Jake West, tendo como zumbis o tema principal. O filme foi inicialmente lançado no Reino Unido em 12 de Junho pela Sony.
A história gira em torno de um grupo de homens que decidem animar um de seus amigos, Vince (Stephen Graham), após ter se divorciado de sua mulher. Para isso, eles resolvem fazer uma viagem até uma pequena cidade inglesa no meio de uma floresta, onde mora a mãe de Mikey (Noel Clarke). Ao chegarem na cidade descobrem que ela foi tomada por mulheres canibais comedoras de homens e devem agora descobrir como sair de lá.
O nome do filme é uma referência à expressão em inglês "You're in the doghouse" (Você está na casinha do cachorro, em português), que significa que os parceiros de um casal estão tendo problemas na relação.

## História
O filme se inicia apresentando resumidamente como está a vida amorosa do grupo de amigos. Todos eles estão saindo para se encontrar com Vince para a viagem que eles haviam planejado até Moodley, uma vila no interior da Inglaterra, para fazerem com que Vince se esqueça do divórcio. À medida que se aproximam da cidade, se deparam com os corpos de duas ovelhas no meio da estrada, com suas tripas para fora. Após removerem o obstáculo, continuam a viagem até Moodley.
Ao chegarem, notam que a vila está deserta e reclamam com Mikey por ter dado a ideia de irem até lá. Enquanto os amigos se dirigem para o pub The Cock & Bull, Mikey vai até a casa de sua avó para verificar se está tudo em ordem. Após não conseguirem serem servidos no pub, os amigos saem e encontram uma garota com um capuz cobrindo seu rosto. Eles logo assumem que estava bêbada pelo jeito que andava e procuram por algumas moedas para comprarem um jornal dela, quando mulher é então atacada por um homem vestido com um roupa militar. Os amigos atacam o militar e um deles tenta ajudar a mulher, que então ataca ele com a faca que o militar derrubou. A mulher então fura a mão de Neil (Danny Dyer), é então que eles notam o que está acontecendo e notam que foram cercados por outras mulheres. Eles correm com o homem inconsciente até o micro-ônibus para tentar escapar, mas são impedidos por Candy (Christina Cole), a motorista, que já havia sido infectada.
Os amigos até a casa da mãe de Mikey. O Sargento Gavin Wright (Terry Stone) acorda e explica a situação para eles de que as mulheres foram transformadas em criaturas odiadoras e comedores de homens. Após alguma discussão eles tentam uma nova investida ao micro-ônibus e decidem que Neil irá distraí-la para que eles possam entrar. Eles conseguem entrar, mas são atacados por duas mulheres que estavam escondidas lá. Eles correm e se dividem em vários grupos e se escondem em vários lugares da vila.
Após algum tempo escondidos, eles conseguem distrair as mulheres que se encontravam no centro da cidade, se reencontram e correm para a igreja. Lá dentro encontram um centro de operação militar e descobrem sobre o que tudo se trata, um teste para uma arma biológica que faria com que a população afetada entrasse em guerra com as mulheres, enfraquecendo-a, "uma guerra sem exércitos", afirma o Sargento. É então que a Fase II da infecção Gato Negro começa, quando as mulheres se tornam mais espertas e fortes. Após serem atacados por uma mulher que entrou escondida na igreja, decidem sair pela janela do segundo andar. Nesse momento Banksy (Neil Maskman) chega e traz para eles uma escada para descerem, mas ele acaba subindo junto pois são encurralados pelas mulheres canibais. Eles usam a escada para fazer uma ponte até a outra casa, mas um deles é derrubado por uma mulher obesa que então pula e esmaga ele.
O resto dos sobreviventes acabam escapando até o micro-ônibus e, após uma briga que faz com que um deles morra, entram no micro-ônibus. Após uma epifania de Vincey, os 3 amigos restantes vão embora, deixando a cidade para trás. Enquanto estão indo embora ouvem a voz de Graham (Emil Marwa), que havia sido esmagado, no rádio e decidem voltar para salvá-lo. Quando voltam, descobrem que Graham havia feito uma máquina funcionar, paralisando as mulheres com um som que apenas elas podiam ouvir. Vince acaba deixando a máquina cair, acabando com o efeito paralisador, obrigando-os a novamente correr por suas vidas.

## Elenco
- Danny Dyer como Neil;
- Stephen Graham como Vince, recentemente divorciado é o motivo pelo qual os amigos viajam até a vila;
- Noel Clarke como Mikey;
- Terry Stone como Sargento Gavin Wright, o último homem encontrado vivo dentro da vila;
- Lee Ingleby como Matt;
- Keith-Lee Castle como Patrick;
- Emil Marwa como Graham;
- Neil Maskell como Banksy;
- Adele Silva como Bex, esposa de Mikey;
- Billy Murray como o Coronel;
- Christina Cole como Candy. A motorista do ônibus, após chegar na vila é infectada pelo vírus e vira uma das mulheres canibais;
- Nicola Jane Reading como a Bruxa;
- Joanne Cutts como a Açougueira;
- Emily Booth como The Snipper;
- Ria Knowles como "Pigtail";
- Alisson Carrol como a Adolescente;
- Victoria Hopkins como a Esposa.